# Colorhamphus parvirostris
Colorhamphus parvirostris е вид птица от семейство Tyrannidae, единствен представител на род Colorhamphus.

## Разпространение
Видът е разпространен в Аржентина и Чили.